# Степанюк Борислав Павлович
Борисла́в Па́влович Степаню́к (народився 16 липня 1923, село Канівщина Чернігівської області —† 12 травня 2007, Київ) — український поет, перекладач з литовської та чуваської літератури, журналіст. Функціонер комуністичних органів СРСР в Україні.

## Творча діяльність
Друкуватися почав із 1943 року в газеті «Иссык-кульская правда» (Киргизстан). Починаючи з 1945 року, Степанюка друкують у московській пресі — в газетах, журналах, а також у молодіжних альманахах.
Член Союзу письменників СРСР з 1948 року.
Автор багатьох збірок лірики та поем.

## Твори
Поетичні збірки
- «Назустріч веснам» (1948)
- «Б'ють куранти» (1950)
- «Ровесниці» (1951)
- «З відкритим чолом» (1952)
- «Батьківське вогнище» (1955)
- «Ясна далечінь» (1956)
- «Чекаючи весілля» (1960)
- «Крізь сльози любові» (1962)
- «В польовому вінку» (1963)
- «Іменем сонця» (1966)
- «Доземний уклін» (1967)
- «Коса до пояса» (1968)
- «Журавлики-веселики» (1969)
- «Баладний лад» (1972)
- «Синьоокий мій липень» (1973)
- «П'ять пелюсток вогню» (1980)
- «Поетичний триптих» (1980)
- «Вибрані твори» у 2-х томах (1983)
- «Поезії» (1993)
- «Там, за Удаєм-рікою» (1993)
- «На грані часу» (1994)
- «Поеми вогню і болю» (1999)
- «Обпалена всіма вітрами» (2000)
- «В перебігу літ і доль»
- «На хвилях Дажбог-ріки»
- «І час воскрес» (2002)
- «Струни комузу». (Переклади, 2003)

Плідно працював у галузі поетичного перекладу з російської, киргизької, чуваської. Переклав книжки Ю. Марцінкявічюса, А. Токомбаєва, Т. Сатилганова, М. Абилкасимової, А. Веяна, А. Велюгіна, М. Міршакара, X. Берулави, С. Єралієва, Т. Уметалієва, С. Джусуєва та інших.

## Нагороди та пошанування
За плідну поетичну та перекладацьку роботу нагороджений Почесними Грамотами Президій Верховної Ради України, Киргизької РСР та Чуваської АРСР. Заслужений працівник культури УРСР, Киргизької РСР, Чуваської АРСР. Борислав Степанюк є лауреатом премій імені В. Сосюри та М. Коцюбинського.
За поему «Діалог Сеспеля з Україною», твори з книги «Уклін тобі, Киргизіє» та «Синьоокий мій липень», а також за популяризацію творів братніх літератур у перекладах удостоєний премії ім. Павла Тичини «Чуття єдиної родини» (1974) та  М. Рильського (2004) "за високохудожні переклади" найкращих зразків киргизької поезії, що увійшли до книги «Струни комуза» (Комуздун кылдары).
Одна з вулиць його рідного села носить ім'я Б. Степанюка.
У журналі «Перець» №12 за 1983 рік розміщено дружній шарж А.Арутюнянца, присвячений 60-річчю митця.